# Victoria Road (Port Talbot)
Victoria Park (ze względów sponsorskich nazwany GenQuip Stadium) – stadion piłkarski w Port Talbot w Walii, na którym swoje mecze rozgrywa zespół Port Talbot Town. Jego pojemność wynosi 3000 miejsc, w tym 1000 siedzących.
Rekordową frekwencję zanotowano 15 stycznia 2007 podczas meczu o Puchar Walii pomiędzy Port Talbot Town i Swansea City; spotkanie obejrzało 2640 widzów. Obiekt posiada dwie trybuny:
- New Main Stand
- Seated Stand